# 비상 (2009년 영화)
《비상》은 박정훈 감독의 2009년 영화이다. 김범, 배수빈, 김별이 주연을 맡은 성장 드라마이자 멜로 드라마이다. 김범과 배수빈은 극중에서 호스트바 호스트 역을 맡았다.

## 영화 정보
- 당초 2009년 12월 3일에 개봉 예정이었지만 등급 문제로 개봉이 1주일 연기되었다.[1]
- 2009년 11월 17일 오후 왕십리 CGV 극장에서 기자시사회가 열렸다.

## 캐스팅
- 김범 - 시범 역
- 배수빈 - 호수 역
- 김별 - 수경 역
- 이채영 - 수아 역
- 연제욱 - 구택 역
- 김진우 - 영호 역
- 고윤후 - 세중 역
- 민지혁 - 호스트 역
- 김혜진 - 성주 역
- 반민정 - 혜정 역
- 원풍연 - 기둥 역
- 이찬호 - 막내 역
- 박윤재 - 영호 패거리 역
- 류성훈 - 영호 패거리 역
- 방영 - 오 형사 역
- 박성배 - 태주 역
- 김정헌 - 아마조네스 시범 호스트 역
- 이도현 - 호스트 1 역
- 이희정 - 호스트 2 역
- 김태환 - 혜정 부하 1 역
- 서혁 - 혜정 부하 2 역
- 박현철 - 정신병원 관리인 1 역
- 정승교 - 영화속 주인공 역
- 조원희 - 수경 아빠 역 (특별출연)
- 이칸희 - 수경 엄마 역 (특별출연)
- 장민영 - 수아 친구 역
- 서지미 - 영호 부킹녀 2 역

## 제작진
- 제공: (주)성원아이컴
- 배급: (주)성원아이컴
- 공동제공: 월드애플상사,글로리 엠케이, (주)에스티알
- 제작: (주) DDOL Film
- 감독: 박정훈
- 각본: 박정훈
- 촬영: 최광식
- 조명: 김기문